# José Sellier Loup
José Sellier Loup (Givors, 13 d'agost de 1850 - La Corunya, 21 de novembre de 1922) va ser un fotògraf espanyol d'origen francès que va ser pioner del cinema en Galícia.

## Biografia
Va néixer a Givors el 13 d'agost de 1850, encara que la seva família es va traslladar aviat a Lió on va estar vivint fins a 1886 en què decideix traslladar-se a La Corunya amb la seva esposa i el seu fill. El seu germà Louis Sellier portava diversos anys vivint en aquesta ciutat treballant primer com a pintor retratista i després compaginant aquesta activitat amb la fotografia de retrat.

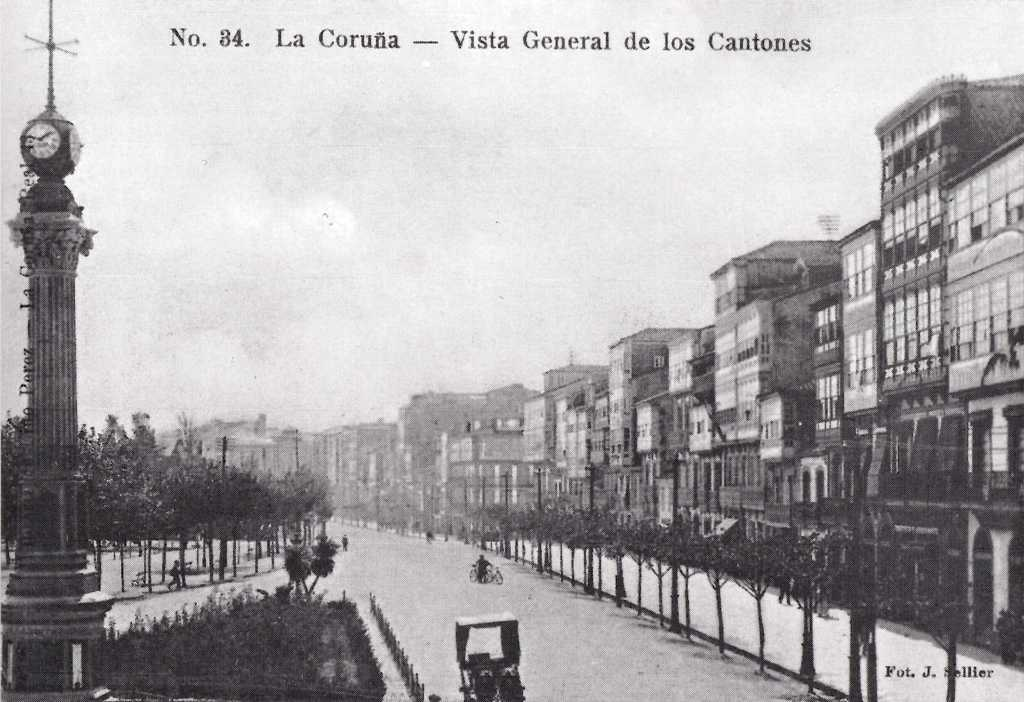
Fotografia d'Os Cantóns a Corunya feta per J. Sellier.

Va començar a treballar de fotògraf en traspassar-li l'estudi el seu germà per a tornar a França. Al costat del seu negoci de retrats va mostrar interès pels avanços que estava realitzant la fotografia a la fi del segle xix i va ser un client habitual dels Germans Lumière. En 1897 els va comprar un cinematògraf i va organitzar la primera exhibició del cinematògraf a La Corunya el 23 de maig d'aquest any, fent-li la competència a Marquès i Azevedo, operadors portuguesos especialitzats, que s'hi estrenin títols del catàleg Lùmiere.
Després que fou desestimada la seva sol·licitud d'instal·lar un pavelló als jardins de Méndez Núñez, a l'octubre de 1897 va condicionar el seu estudi per a realitzar exhibicions cinematogràfiques, exhibint pel·lícules estrangeres però també algunes filmades per ell que van ser les primeres pel·lícules realitzades a Galícia. La seva pel·lícula titulada Entierro del General Sánchez Bregua odada el 20 de juny de 1897 es considera la primera pel·lícula gallega, per conèixer-se sense possibilitat de dubte la data exacta del seu rodatge, encara que amb seguretat hauria estrenat la seva cambra entre març i abril. Entre 1897 i 1898 roda diverses pel·lícules: San Jorge, salida de misa, Fábrica de carbón, Matadero, salida de operarios, Orzán, oleaje, Desembarco de los heridos de Cuba en nuestro puerto i Temporal en Riazor. L'octubre de 1898 va traslladar el seu espectacle al Circo Coruñés.
També va realitzar projeccions en altres ciutats gallegues com Vigo (novembre de 1898), Ferrol (gener de 1900) i Santiago de Compostel·la. En aquesta última ciutat va realitzar la primera exhibició cinematogràfica el 22 de gener de 1900. Poc temps després va abandonar la seva activitat cinematogràfica i va tornar a dedicar-se en exclusiva a la fotografia.

## Reconeixement
L'ajuntament de la Coruña li va deducar una plaça el juliol de 2013.

## Galeria d'imatges
- Obelisco dos Cantóns a Corunya.
- Imatge de l'enterrament de Sánchez Bregua a la Corunya.